# Jelle Duin
Jelle Duin (Heemstede, 27 januari 1999) is een Nederlands voetballer die doorgaans als aanvaller voor Vejle BK speelt.

## Carrière

### Beginjaren
Jelle Duin speelde in de jeugd van de Koninklijke HFC, HFC Haarlem en AZ. Met Jong AZ werd Duin in het seizoen 2016/17 kampioen van de Tweede divisie, waardoor promotie naar de Eerste divisie werd afgedwongen. In dit seizoen speelde hij 3 wedstrijden. Hij debuteerde voor Jong AZ in het betaald voetbal op 22 december 2017, in de met 2-7 verloren thuiswedstrijd tegen N.E.C. Hij startte in de basis en speelde de hele wedstrijd, waarin hij in de 48e minuut de 1-3 scoorde. In het seizoen 2018/19 was Duin basisspeler bij Jong AZ.

### Verhuur aan FC Volendam
Op 2 september 2019 werd Duin voor het restant van het seizoen verhuurd aan FC Volendam, destijds uitkomend in de Eerste divisie. Duin debuteerde zes dagen later voor zijn nieuwe werkgever, toen hij als invaller binnen de lijnen kwam in de met 1-0 verloren uitwedstrijd bij Almere City FC. Anderhalve week later scoorde hij tegen Telstar (1-2 winst) zijn eerste doelpunt. Duin kende een goede start bij FC Volendam en was in zijn eerste tien competitiewedstrijden viermaal trefzeker. In november liep hij echter een meniscusblessure op, welke hem meerdere maanden aan de kant hield. In februari keerde hij terug op het veld. Op 6 maart scoorde Duin in de wedstrijd tegen Jong Ajax vlak voor tijd de 4-0, wat tevens de eindstand was. Niet veel later werd het Nederlandse voetbal stilgelegd als gevolg van de coronapandemie in Nederland. Hiermee kwam de huurperiode van Duin vroegtijdig ten einde en keerde hij weer terug naar Alkmaar. 

### Verhuur aan MVV
In juli 2020 bracht MVV Maastricht het nieuws naar buiten Duin op huurbasis te hebben aangetrokken voor het seizoen 2020/21. Hij werd door de Limburgers gehaald als opvolger van de vertrokken Anthony van den Hurk. Net als bij FC Volendam wist Duin in zijn tweede wedstrijd voor zijn nieuwe werkgever het net te vinden. Wederom was Telstar de tegenstander en werd er met 1-2 gewonnen. In zijn tijd bij MVV kwam Duin acht duels in actie. In december 2020 werd besloten, na goed overleg tussen beide clubs, om de verhuurperiode vroegtijdig te beëindigen.

### Terugkeer bij AZ
Duin keerde per 1 januari 2021 terug naar AZ, waar hij voor het restant van het seizoen weer aansloot bij het tweede elftal. Hier maakte hij indruk door in veertien wedstrijden zeven keer te scoren en vier assists te produceren. Mede door zijn goede prestaties bij Jong AZ liet trainer Pascal Jansen hem op 14 februari 2021 debuteren in het eerste elftal, als invaller in een wedstrijd tegen SC Heerenveen. Aan het einde van het seizoen werd zijn contract door AZ opengebroken en met twee seizoenen verlengt. Hij kwam hierdoor tot medio 2024 vast te liggen.
Het volgende seizoen zat Duin veelvuldig op de bank bij het eerste elftal, maar kwam slechts driemaal binnen de lijnen. Wel maakte hij in oktober 2021 zijn Europese debuut in een UEFA Conference League- wedstrijd tegen het Roemeense CFR Cluj. Een maand later scheurde de aanvaller zijn kruisband, een blessure die hem uiteindelijk bijna het hele seizoen aan de kant hield. In de slotwedstrijd van het seizoen maakte Duin zijn rentree, toen Jong AZ aantrad tegen Almere City FC.

### Verhuur aan Aarhus GF
Op 19 augustus 2022 werd bevestigd dat Duin voor het seizoen 2022/23 op huurbasis aan de slag ging bij de Deense Superliga club Aarhus GF, dat tevens een optie tot koop bedong. Hij maakte zijn debuut voor de club de dag nadat hij was gepresenteerd, toen hij inviel tijdens een met 2-0 gewonnen wedstrijd tegen FC Midtjylland. Hij werd in de loop van het seizoen voornamelijk ingezet als invaller en stond slechts drie competitiewedstrijden in de basisopstelling. In het voorjaar van 2023 raakte hij geblesseerd aan zijn voet en hij zou dusdoende uiteindelijk vijftien competitiewedstrijden in actie komen voor zijn Deense werkgever. In de laatste wedstrijd was hij van grote waarde toen hij negentien minuten voor het einde inviel en vervolgens tweemaal scoorde. Mede hierdoor speelde zijn ploeg Aarhus GF met 3-3 gelijk tegen Brøndby IF en verzekerde het zich van een derde plek in de competitie, wat plaatsing voor Europees voetbal betekende.

### Hapoel Jeruzalem
Op 8 september 2023 maakte Duin de overstap van AZ naar Hapoel Jeruzalem.

### Vejle BK
Op 23 januari 2025 maakte Duin de overstap van Hapoel Jeruzalem naar Vejle BK.

## Statistieken
| Seizoen                       | Club             | Land           | Competitie     | Competitie | Competitie | Beker | Beker | Internationaal | Internationaal | Overig | Overig | Totaal | Totaal |
| Seizoen                       | Club             | Land           | Competitie     | Wed.       | Dlp.       | Wed.  | Dlp.  | Wed.           | Dlp.           | Wed.   | Dlp.   | Wed.   | Dlp.   |
| ----------------------------- | ---------------- | -------------- | -------------- | ---------- | ---------- | ----- | ----- | -------------- | -------------- | ------ | ------ | ------ | ------ |
| 2016/17                       | Jong AZ          | Nederland      | Tweede divisie | 3          | 0          | –     | –     | –              | –              | –      | –      | 3      | 0      |
| 2017/18                       | Jong AZ          | Nederland      | Eerste divisie | 11         | 2          | –     | –     | –              | –              | –      | –      | 11     | 2      |
| 2018/19                       | Jong AZ          | Nederland      | Eerste divisie | 29         | 3          | –     | –     | –              | –              | –      | –      | 29     | 3      |
| 2019/20                       | Jong AZ          | Nederland      | Eerste divisie | 3          | 0          | –     | –     | –              | –              | –      | –      | 3      | 0      |
| 2019/20                       | → FC Volendam    | Nederland      | Eerste divisie | 14         | 5          | 1     | 0     | –              | –              | –      | –      | 15     | 5      |
| 2020/21                       | → MVV Maastricht | Nederland      | Eerste divisie | 8          | 2          | 0     | 0     | –              | –              | –      | –      | 8      | 2      |
| 2020/21                       | Jong AZ          | Nederland      | Eerste divisie | 14         | 7          | –     | –     | –              | –              | –      | –      | 17     | 7      |
| 2020/21                       | AZ               | Nederland      | Eredivisie     | 4          | 0          | 0     | 0     | –              | –              | –      | –      | 4      | 0      |
| 2021/22                       | Jong AZ          | Nederland      | Eerste divisie | 9          | 2          | –     | –     | –              | –              | –      | –      | 9      | 2      |
| 2021/22                       | AZ               | Nederland      | Eredivisie     | 1          | 0          | 0     | 0     | 2              | 0              | –      | –      | 3      | 0      |
| 2022/23                       | Aarhus GF        | Denemarken     | Superligaen    | 15         | 3          | 3     | 1     | –              | –              | –      | –      | 18     | 4      |
| Carrièretotaal                | Carrièretotaal   | Carrièretotaal | Carrièretotaal | 111        | 24         | 4     | 1     | 2              | 0              | 0      | 0      | 120    | 25     |
| Bijgewerkt op 1 augustus 2023 |                  |                |                |            |            |       |       |                |                |        |        |        |        |